# 陈祖湘
陈祖湘（1918年2月—2008年9月21日），男，四川南充人，中华人民共和国政治人物，曾任四川省政协副主席，中国民主建国会中央委员会常务委员、四川省委员会主任委员。